# Eravamo sette fratelli
Eravamo sette fratelli (The Seven Little Foys) è un film del 1955 diretto da Melville Shavelson.